# Ocaña (Toledo)
Ocaña es un municipio y localidad española de la provincia de Toledo, en la comunidad autónoma de Castilla-La Mancha. Cuenta con 14 469 habitantes (INE 2024) y da nombre a la comarca de la Mesa de Ocaña.

## Toponimia

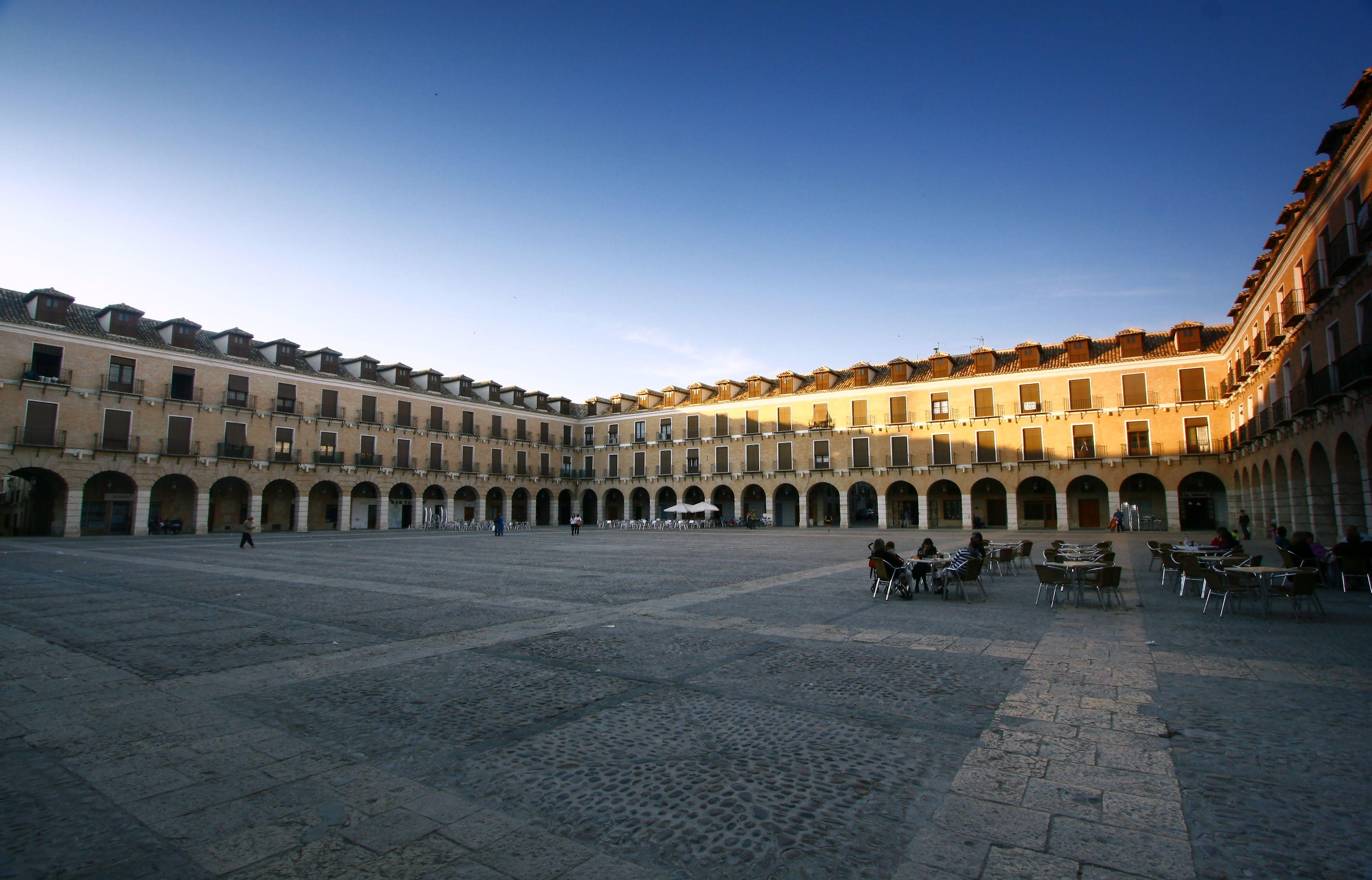
Plaza Mayor

Los documentos más antiguos que contienen el topónimo del cual deriva el actual de esta población se remontan a la primera mitad del siglo XII. Es común la aceptación de que el término «Ocaña» parece ser que tiene la base  olca- de origen celtibérico con el significado de «campo fértil, vega», con la probable evolución siguiente: Olcania > Ocania > Ocaña. Existen no obstante otras teorías, como la de Nieto Ballester, quien afirma que «Ocaña» es un término prerromano, de aspecto indoeuropeo, pero no celta. 
Otro posible origen del nombre podría estar en el antiguo pueblo céltico de los olcades, de tal forma que «Ocaña» bien pudo ser un nombre derivado con el que se designaría cierto territorio de este pueblo prerromano. También pudo ser de origen celtíbero, si es que hay que identificarla con la antigua Alces (a través de *Alcanea), por lo general identificada con Alcázar de San Juan, en Ciudad Real.
Por otro lado, Menéndez Pidal cita el nombre de «Ocaña» para apoyar su tesis del sustrato ligur en la península ibérica apoyada en la relación de topónimos ibéricos con Oca y Occa tales como: 
- En Portugal: Ouca en Braga y Aveiro, Oucada en Vianna, y Ucanha en Viseu
- En España: la región de los  montes de Oca en Burgos y Vizcaya, Ocañas en Granada y por último Ocaña en Almería y también en Toledo, la que nos ocupa en este artículo.

En este sentido, la hipótesis de que su denominación actual derive de la repoblación durante los siglos XI y XII por parte de habitantes procedentes de los montes de Oca en Burgos, debe tenerse en cuenta.
En el siglo IX, cuando formó parte de la Cora de Santaver, bajo el Califato de Córdoba, los musulmanes la denominaron «Awkaniya».

## Geografía

Hidrografía

El municipio se encuentra situado «al extremo N. de la llanura llamada Mesa de Ocaña, desde la cual se descubren muchos pueblos de la comarca». Linda con los términos municipales de Aranjuez al noroeste en la provincia de Madrid, Ontígola al norte, Noblejas al este, Villatobas al sureste, Dosbarrios, Cabañas de Yepes y Huerta de Valdecarábanos al sur y Yepes y Ciruelos al oeste, en la de Toledo.
Al norte, con dirección a Ontígola, nacen los arroyos de la Vega y del Hollo del Moro y al oeste el barranco de Ocañuela, afluente del arroyo del Corralejo.

## Historia
Ocaña perdería sus orígenes en el periodo prehistórico del Paleolítico medio-superior, según han mostrado yacimientos estudiados en la zona.[cita requerida] El historiador Miguel Cortés y López identificó a la villa con el topónimo romano Vicus Cuminarius, que previamente había sido relacionado con Santa Cruz de la Zarza y La Guardia.

### Edad Media
El principal núcleo habitado de toda esta zona de la vega del Tajo en la antigüedad, desde época prehistórica a la islámica, fue el enclave de Aurelia, la actual Oreja en Ontígola. Dependiendo de ella, se encontraba la posición fortificada de Ocaña, dominando un barranco en el borde norte de la mesa que lleva su nombre. Ocaña se encuentra entre las distintas poblaciones con las que según la leyenda el emir de Sevilla Ibn Abed dotó a la bella Zaida en 1082, cuando la dio en matrimonio a Alfonso VI a cambio de una alianza militar. Los árabes volvieron a adquirir la ciudad, para poco después ser conquistada por Alfonso VI hacia el 1106. Algo más tarde también se conquistaría Oreja a los almorávides, pero, debido a su emplazamiento y a la escasez y poca calidad de su término, esta población entró en declive. A ello se añadió la cercanía de Ocaña, que poco a poco la fue desplazando al encontrarse en una posición más favorable. Su poblamiento se apoyó primeramente en el fuero de Oreja y en 1156 Alfonso VII le concede fuero.

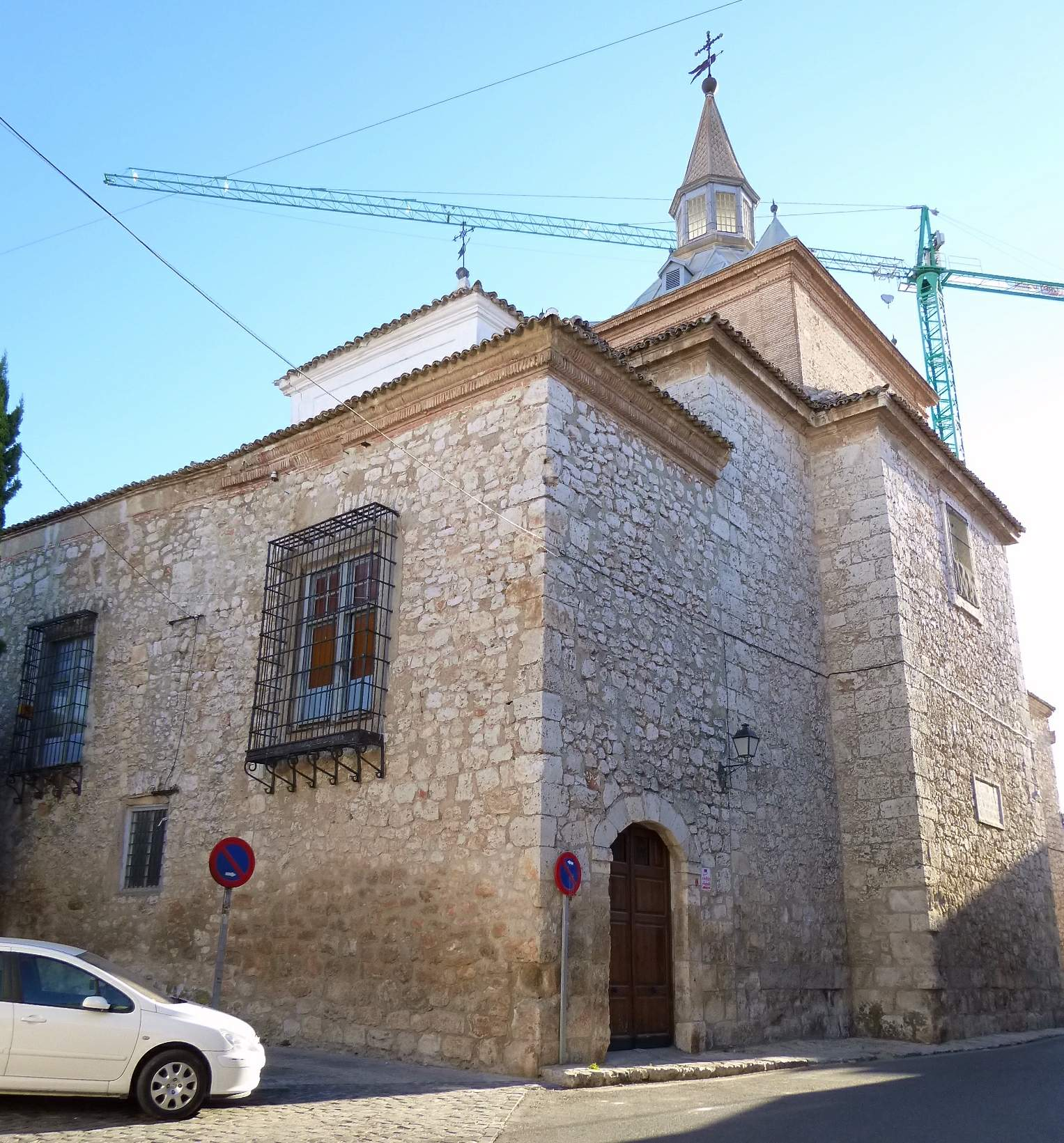
Iglesia de San Juan Bautista (con elementos mudéjares del templo original del siglo)

Más adelante, en 1173, la villa de Ocaña pasó a Tello Pérez de Meneses y a su pariente, Pedro Gutiérrez, magnates de Tierra de Campos. Es a ellos a quien se debe en gran parte su repoblación con habitantes procedentes de la tierra de Oca, en Burgos. 
Al año siguiente, en 1174, Pedro Gutiérrez dona a la Orden de Calatrava la cuarta parte de Ocaña: «... quarta parte de tota occania...». y poco después, en 1177, Tello Pérez de Meneses le imita donando a la mencionada orden la mitad de Ocaña. A los pocos años, en 1181 es la orden de Calatrava la que dona a Tello Pérez la villa de Ocaña y varios terrenos aledaños para que la repueble durante toda su vida. El crecimiento e importancia de la localidad es tal, que en 1184 Alfonso VIII otorgó a Ocaña privilegios que mejoraron su fuero, imitando al de Toledo, y existe documentación atestiguando que entre 1188 y 1202 la villa formó parte de la Hermandad de la Ribera del Tajo, con el beneplácito del rey y muy probablemente instigada por él. Conformaron esta hermandad: Ocaña, Huete, Cuenca, Cañamares, Cañete, Uclés, Almoguera y Zorita de los Canes. Juntas constituyeron a finales del siglo XII la frontera con los reinos musulmanes.

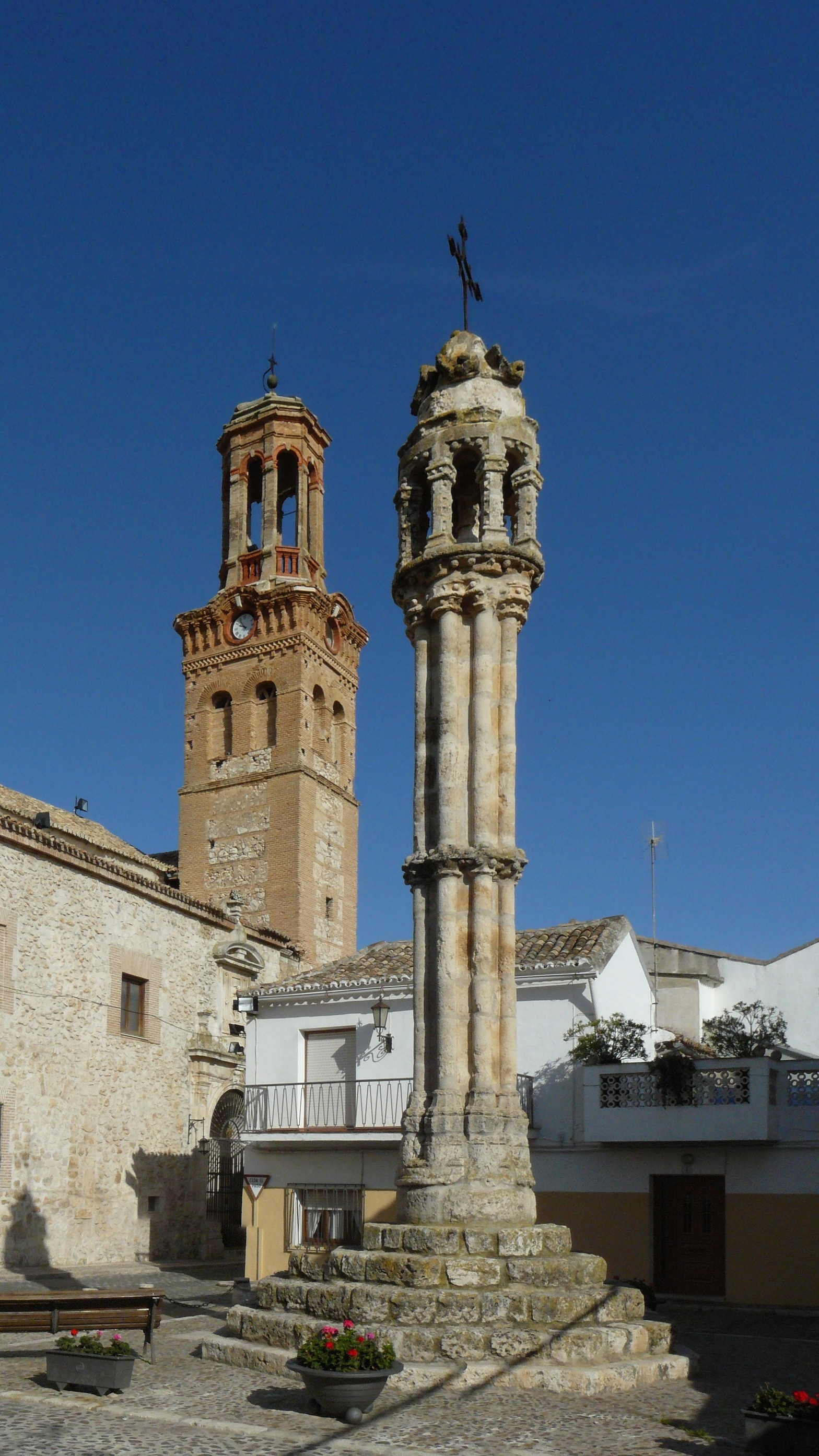
Rollo de justicia

Ocaña contaba con una próspera comunidad judía o aljama, de tal importancia que las leyes del Fuero Juzgo sobre la anulación de deudas de cristianos a judíos, promulgadas en 1296 , disponían que no se aplicaran a esta localidad. En 1313, cuando la población llegó a su máximo esplendor, Alfonso XI otorga los tributos de Ocaña a la Orden de Santiago, pasando a ser una importante encomienda, que alcanzaba desde esta villa a Zorita y Uclés. Esta última era la sede maestral de la citada orden, pero con el tiempo fue viéndose desplazada en importancia: al quedar la orden sin razón de ser con el fin de la Reconquista, ya en época de los Reyes Católicos, Uclés perdió influencias y no pudo competir con la pujante Ocaña. 
Por entonces, en pleno siglo XV, la judería de Ocaña destacaba como una de las más grandes del reino de Castilla; prueba de su importancia es que fue lugar de residencia del matemático y cabalista Yehuda ben Verga, iniciador de la crónica La vara de Judá, obra finalizada por su hijo Solomon ibn Verga, y del rabino y cabalista castellano Isaac de León, a quien eruditos contemporáneos como Joseph Karo, nacido en Toledo y fallecido en Siria, otorgaban el título de «El Gran Maestro». Esta herencia se refleja aún en los albores del siglo XXI en el nombre de varias de sus calles. 
La localidad contaba igualmente con un núcleo importante de población mozárabe, como atestigua el hallazgo en 1969 de unos manuscritos aljamiados de carácter religioso, médico y mágico durante la demolición de la antigua casa de la encomienda, entre los que se encuentra el «Misceláneo de Salomón».
Por otro lado, Ocaña fue escenario de grandes acontecimientos como las cortes celebradas por Juan II en 1422, y por su hijo Enrique IV entre los años 1468 y 1469. Asimismo, fue lugar de refugio de Isabel la Católica, exiliada de la Corte de su hermanastro Enrique IV; y donde encontró a sus mayores valedores en los caballeros ocañenses Gonzalo Chacón y Diego Gutiérrez de Cárdenas, este último comendador de Santiago. Su lealtad se vio recompensada siendo ya Isabel reina, pues ambos gozaron de amplia influencia en la Corte. En 1499, los Reyes Católicos juraron a su nieto Miguel en la desaparecida iglesia de San Pedro.

### Edades Moderna y Contemporánea

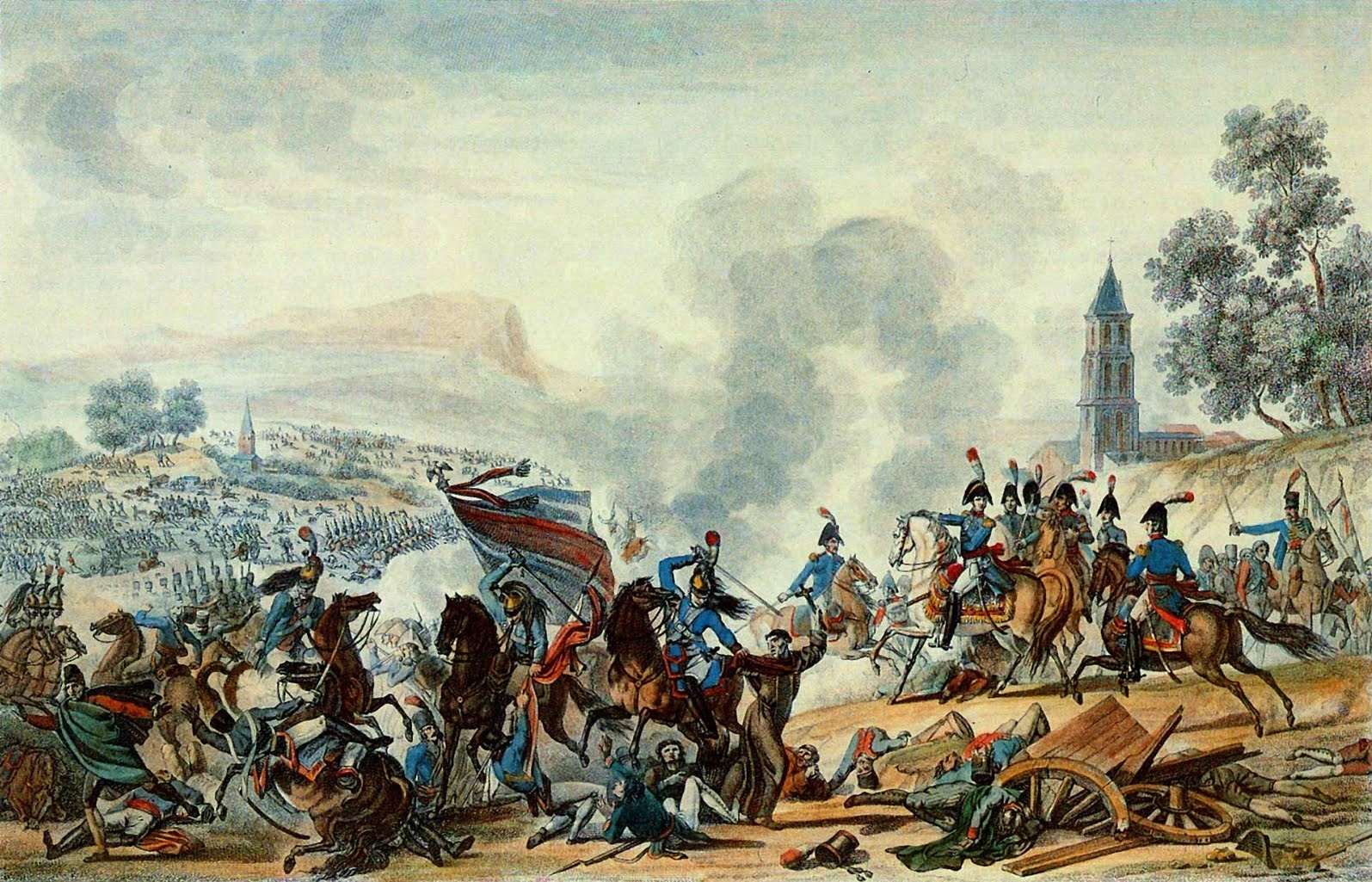
Batalla de Ocaña (1809)

Como estancia de reyes, acogió a Juana I de Castilla y Felipe El Hermoso, y a su nieto Felipe, siendo lugar de recuperación para este en su infancia.[cita requerida] En 1710, durante la guerra de sucesión española, se produjo un hecho de armas. José Vallejo, al frente de una partida de tropas castellanas, sorprendió en esta villa a un regimiento portugués.
En la Guerra de la Independencia Española (1809), tuvo lugar la conocida como batalla de Ocaña, en la que las tropas del general Aréizaga perdieron frente a las francesas al mando del mariscal Soult, dejándoles vía libre a La Mancha. A mediados del siglo XIX tenía 1000 casas y el presupuesto municipal ascendía a 68 073 reales de los cuales 8000 eran para pagar al secretario.

## Demografía
Cuenta con una población de 14 469 habitantes (INE 2024).
| Gráfica de evolución demográfica de Ocaña entre 1842 y 2021                                                           |
| |
| Población de derecho según los censos de población del INE. Población de hecho según los censos de población del INE. |

Si se exceptúa la década de 1940, en todo el siglo XX la población se mantuvo en torno a los 6000 habitantes. En la siguiente tabla se muestra la evolución del número de habitantes entre 1996 y 2015, según datos del INE, donde se aprecia un constante aumento hasta la década del 2010, donde se estabiliza la población en torno a los 10 000 habitantes. En 2022 tenía empadronados 13 185 habitantes.

## Economía
Históricamente ha sido una población fundamentalmente agrícola. Durante el siglo XIX se producía «toda clase de cereales, de hortalizas, aceite, vino, lino, seda y frutas», manteniéndose así mismo ganado lanar, cabrío, vacuno y porcino. En cuanto a la industria y el comercio se encontraban una fábrica de hilar seda, otra de jabón, dos molinos de aceite y seis de harina. En la artesanía destacaron sus botijeros, con hijos de la villa como Félix López Mingo, singular creador de filigranas.
En la actualidad el sector predominante es el de servicios con un 60,8 % del total de empresas que operan en el municipio, seguido por los de la construcción con un 21,8 %, la industria con un 13,6 % y finalmente la agricultura con un 3,8 %. El sector agrícola se encuentra en franco retroceso. De los 248 agricultores cerca del 60 % tiene más de 55 años. La tierra de labor se dedica mayoritariamente a los herbáceos con 7197 ha, 84,3 %, seguido del olivar con 775 ha, 9,1 %, y el viñedo con 554 ha, 6,5 %.
Evolución de la deuda viva
El concepto de deuda viva contempla solo las deudas con cajas y bancos relativas a créditos financieros, valores de renta fija y préstamos o créditos transferidos a terceros, excluyéndose, por tanto, la deuda comercial.
| Gráfica de evolución de la deuda viva del ayuntamiento entre 2008 y 2023                             |
| |
| Deuda viva del ayuntamiento en miles de euros según datos del Ministerio de Hacienda y Ad. Públicas. |

La deuda viva municipal por habitante en 2023 ascendía a 1609,53 €.

## Comunicaciones

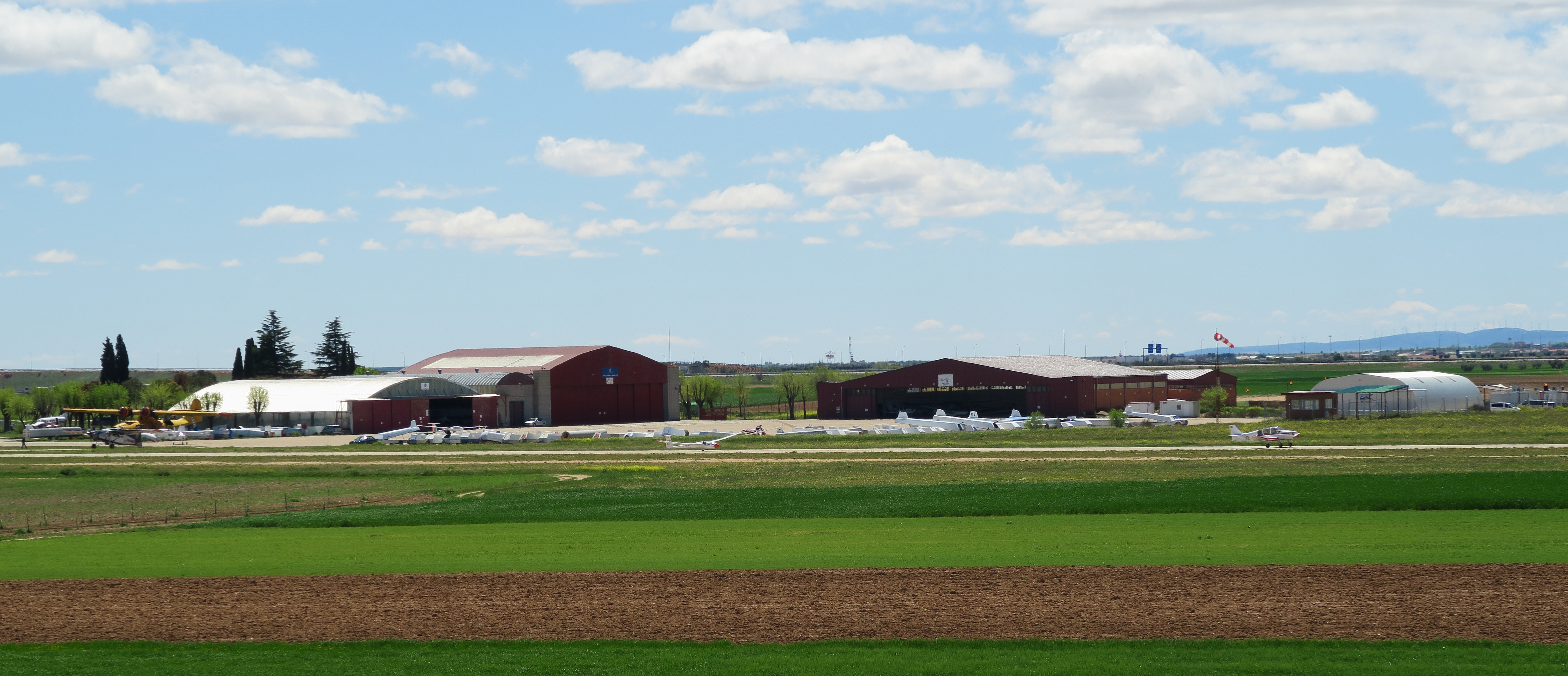
Aeródromo de Ocaña

Su enclave ha permitido ser históricamente un importante nudo de comunicaciones.
Transporte aéreo
En cuanto al transporte aéreo, en la localidad existe el aeródromo de Ocaña.
Ferrocarril

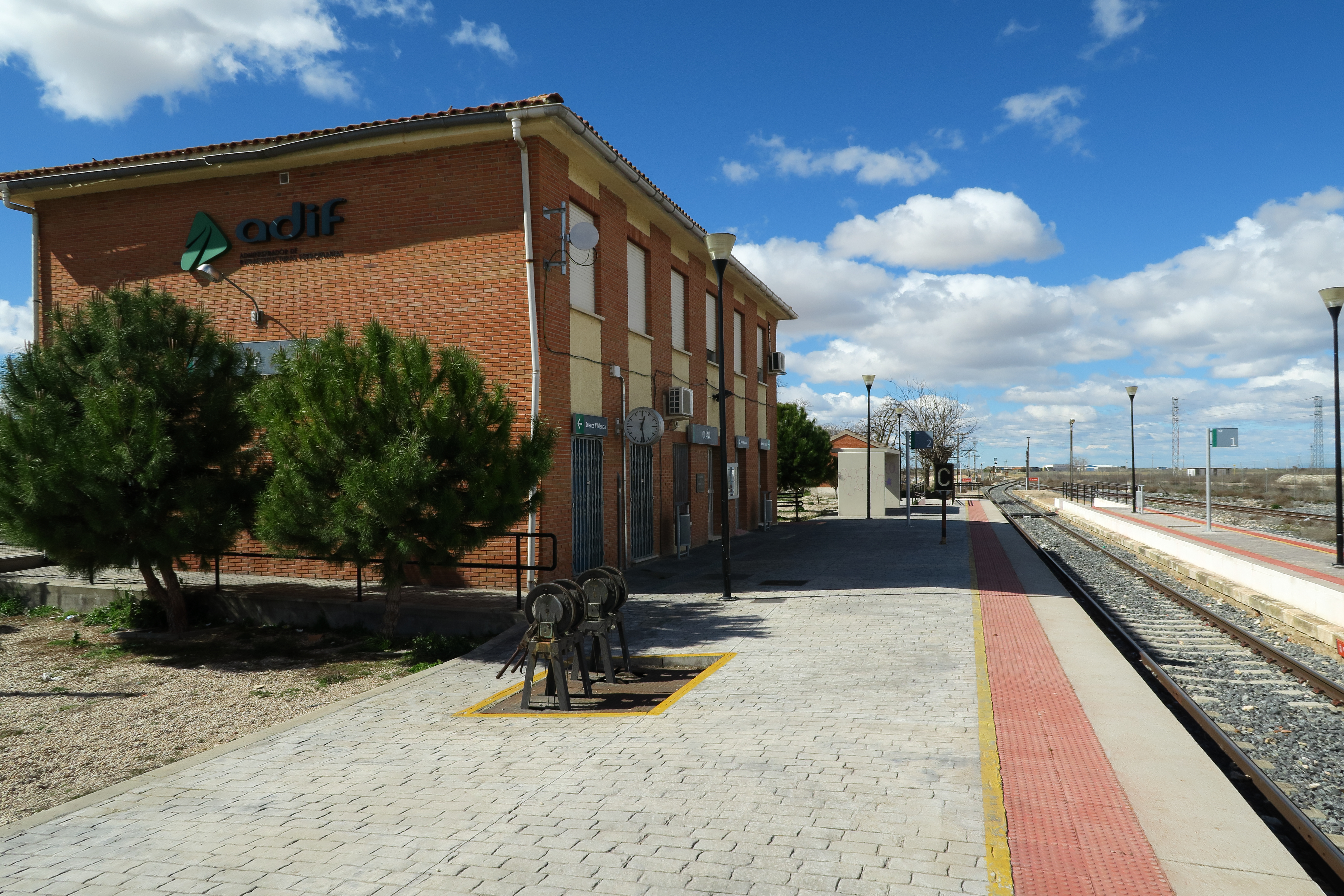
Estación de Ocaña

- Línea 48 (media distancia): Madrid-Puerta de Atocha-Cuenca-Valencia-San Isidro

Autopistas y autovías
- Autovía del Sur (A-4): Madrid-Aranjuez-Ocaña-Madridejos-Manzanares-Valdepeñas-Bailén-Andújar- Córdoba-Écija-Carmona-Sevilla-Jerez
- Autovía de Castilla-La Mancha (A-40): Adanero-Maqueda-Toledo-Ocaña-Tarancón-Cuenca-Teruel
- Autopista Radial 4 (R-4): Madrid-Pinto-Parla-Valdemoro-Seseña-Aranjuez-Ocaña
- Autopista de Levante (AP-36): Ocaña-Corral de Almaguer-Quintanar de la Orden-Mota del Cuervo-El Pedernoso-San Clemente-La Roda

Nacionales
- N-301: Ocaña-Albacete-Murcia-Cartagena
- N-400: Toledo-Ocaña-Tarancón-Cuenca

## Símbolos
El escudo de Ocaña está formado por un solo cuartel de color verde, en el que puede verse un castillo de oro en escudo de plata. A ambos lados, dos leones rampantes sobre una mesa de madera, en clara alusión a la región denominada Mesa de Ocaña. En lo alto aparece una corona, mientras que abajo hay una cinta dorada, con la leyenda «Ocaña».

## Administración
| Periodo   | Nombre                                   | Partido |
| --------- | ---------------------------------------- | ------- |
| 1979-1983 | Cecilio Martín Martínez                  | UCD     |
| 1983-1987 | Cecilio Martín Martínez                  | CP      |
| 1987-1991 | Francisco Antonio García-Mochales Moreno | PP      |
| 1991-1995 | Jesús Velázquez García-Bueno             | PSOE    |
| 1995-1999 | Jesús Velázquez García-Bueno             | PSOE    |
| 1999-2003 | José Carlos Martínez Osteso              | PP      |
| 2003-2007 | José Carlos Martínez Osteso              | PP      |
| 2007-2011 | José Carlos Martínez Osteso              | PP      |
| 2011-2015 | Remedios Gordo Hernández                 | PP      |
| 2015-2019 | Remedios Gordo Hernández                 | PP      |
| 2019-2023 | Eduardo Jiménez García                   | PSOE    |
| 2023-act. | Eduardo Jiménez García                   | PSOE    |

Composición actual de gobierno
| Resultados elecciones locales en Ocaña, 2019       | Resultados elecciones locales en Ocaña, 2019 | Resultados elecciones locales en Ocaña, 2019 | Resultados elecciones locales en Ocaña, 2019 |
| Partido político                                   | Votos                                        | Porcentaje                                   | Concejales                                   |
| -------------------------------------------------- | -------------------------------------------- | -------------------------------------------- | -------------------------------------------- |
| Partido Socialista Obrero Español (PSOE)           | 1972                                         | 40,26%                                       | 7                                            |
| Partido Popular (PP)                               | 1331                                         | 27,17%                                       | 5                                            |
| Vox (VOX)                                          | 698                                          | 14,25%                                       | 3                                            |
| Ciudadanos (Cs)                                    | 570                                          | 11,64%                                       | 2                                            |
| Izquierda Unida - Ganemos Ocaña - CLM (IU-GANEMOS) | 202                                          | 4,12%                                        | 0                                            |
| CONTIGO                                            | 81                                           | 1,65%                                        | 0                                            |

## Cultura

### Patrimonio

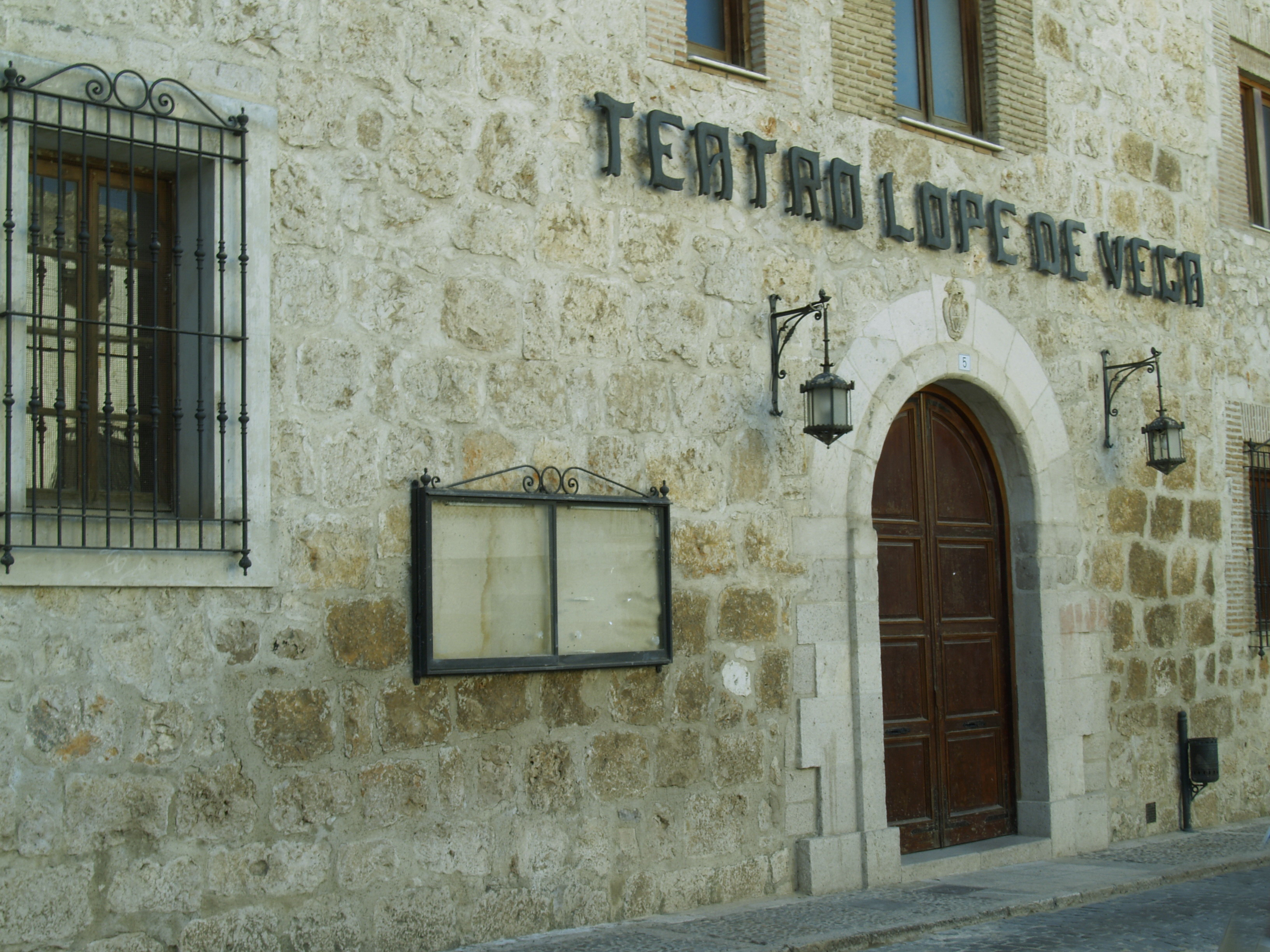
Teatro Lope de Vega

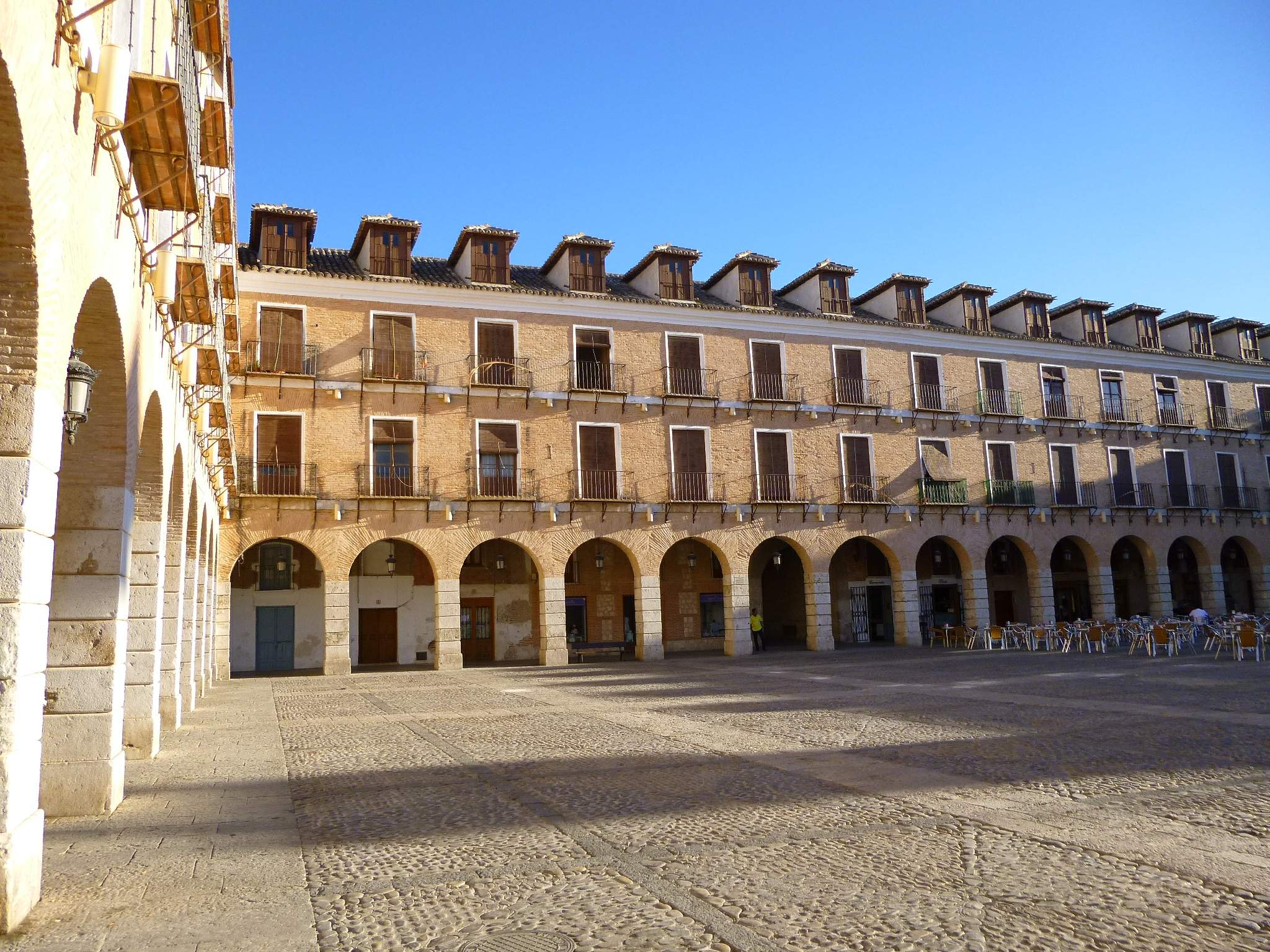
Plaza Mayor de Ocaña

Son numerosos los monumentos y lugares de interés con los que cuenta la villa, sin embargo en la actualidad está incoado la declaración de Conjunto Histórico. Seguidamente se enumeran los principales.
- Plaza Mayor: del siglo XVIII, declarada bien de interés cultural en 2002.
- Fuente Grande: construida probablemente por Juan de Herrera en el siglo XVI, fue declarada monumento histórico-artístico de carácter nacional en 1976.
- Palacio de Don Gutierre de Cárdenas: del siglo XVI, declarado monumento histórico-artístico en 1931.
- Iglesia parroquial de Santa María de la Asunción: situada sobre una antigua mezquita del siglo XII.
- Iglesia parroquial de San Juan Bautista: del siglo XIII, construida sobre una antigua sinagoga.
- Convento de Santo Domingo de Guzmán: de estilo renacentista, comenzó su construcción hacia 1530 y se terminó en el 1605.
- Convento de San José: del siglo XVI.
- Convento de Santa Clara: del siglo XVI.
- Convento de Santa Catalina de Siena: de estilo renacentista.
- Torre de la iglesia de San Martín: declarada bien de interés cultural en 1993.
- Teatro Lope de Vega: de estilo renancentista, fue en el pasado un colegio de la Compañía de Jesús, siglo XVI.
- Rollo de Justicia o Picota: del siglo XV.
- Casa solariega del linaje Morales Maldonado XVI.
- Fuente Vieja: posiblemente de origen romano.[31]
- Ermita de San Isidro.
- Ermita de Nuestro Padre Jesús de las Cuevecitas.
- Restos del Real Monasterio de Nuestra Señora de la Esperanza, de la orden franciscana.

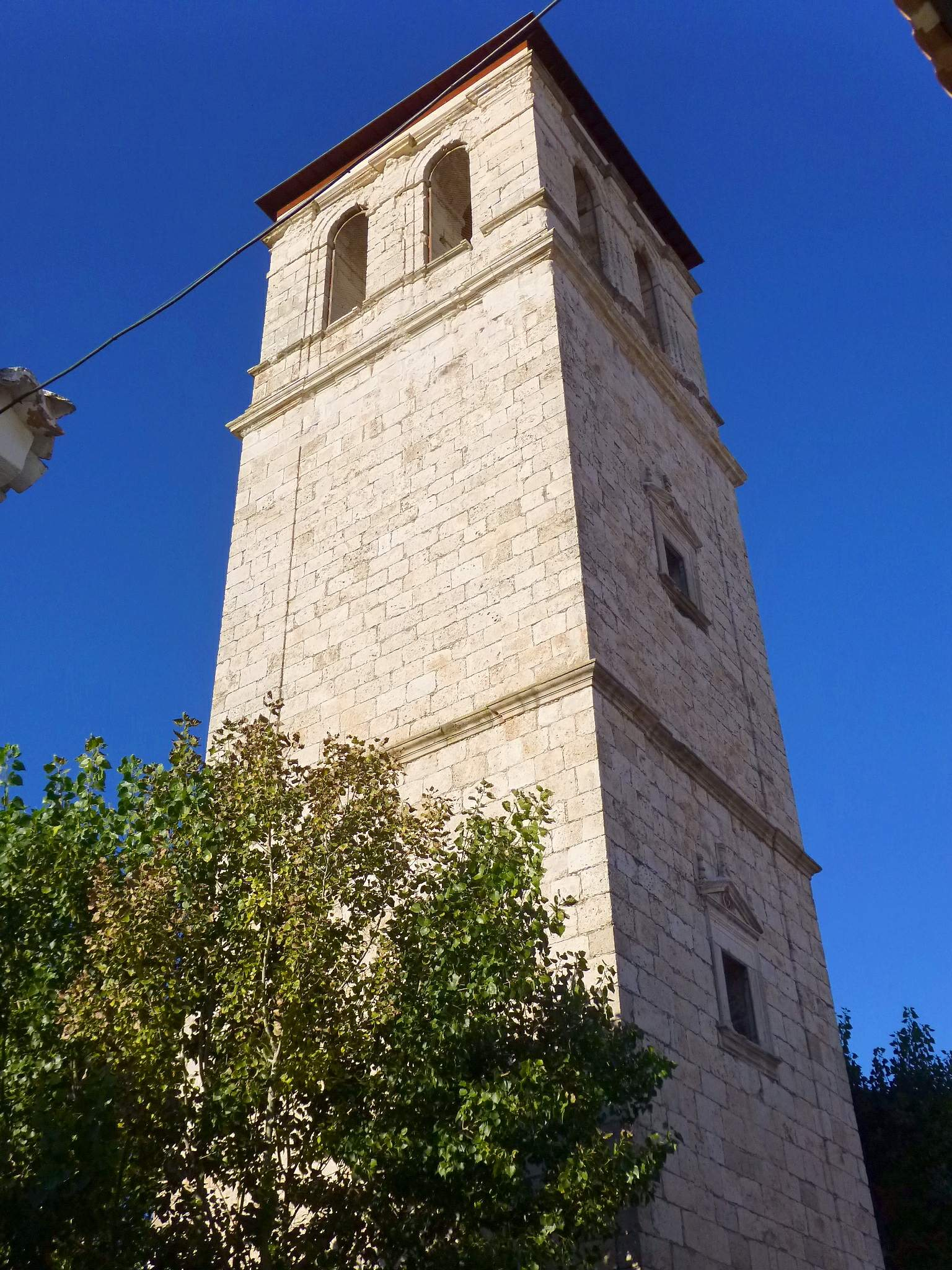
Torre de San Martín
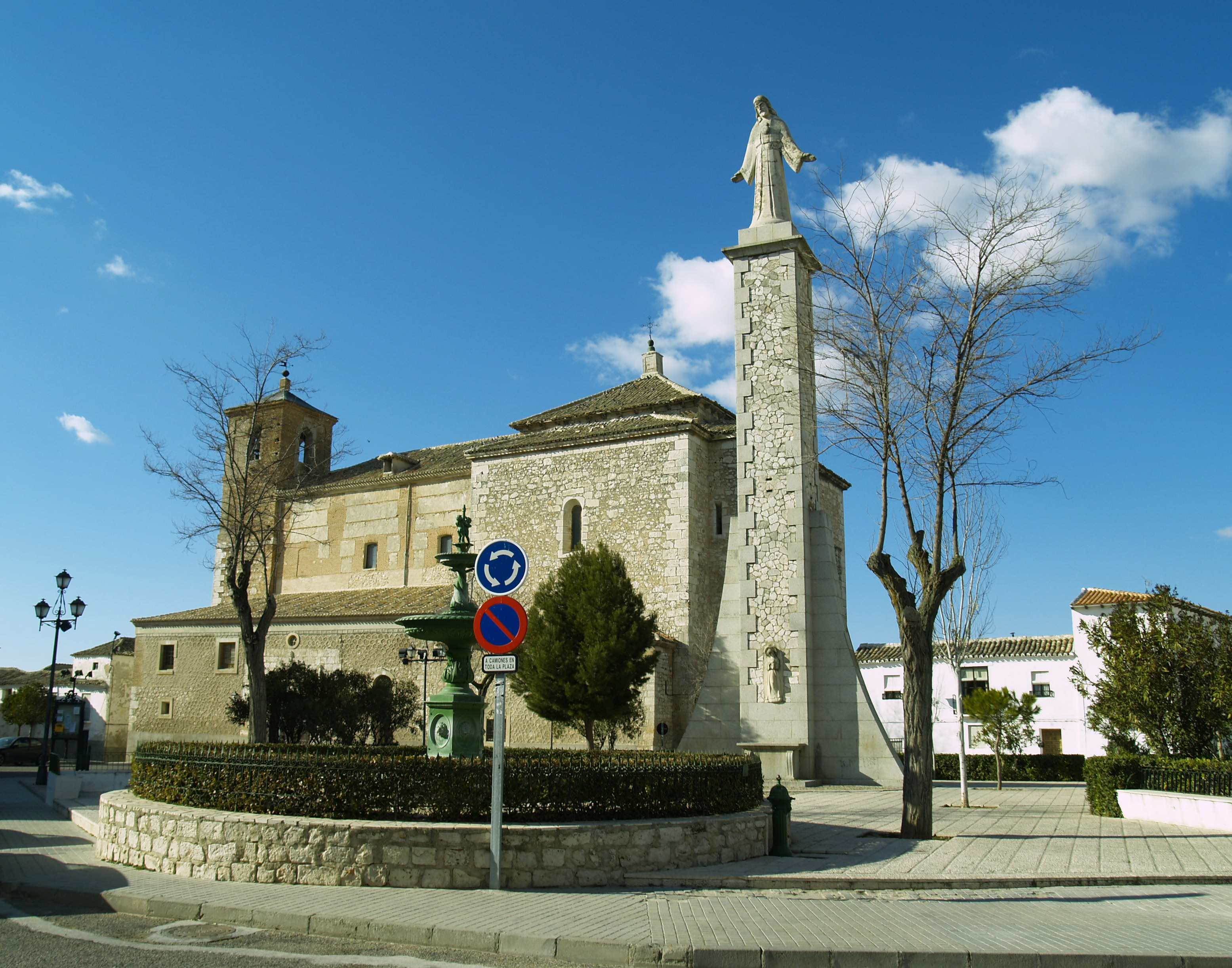
Iglesia parroquial de Santa María
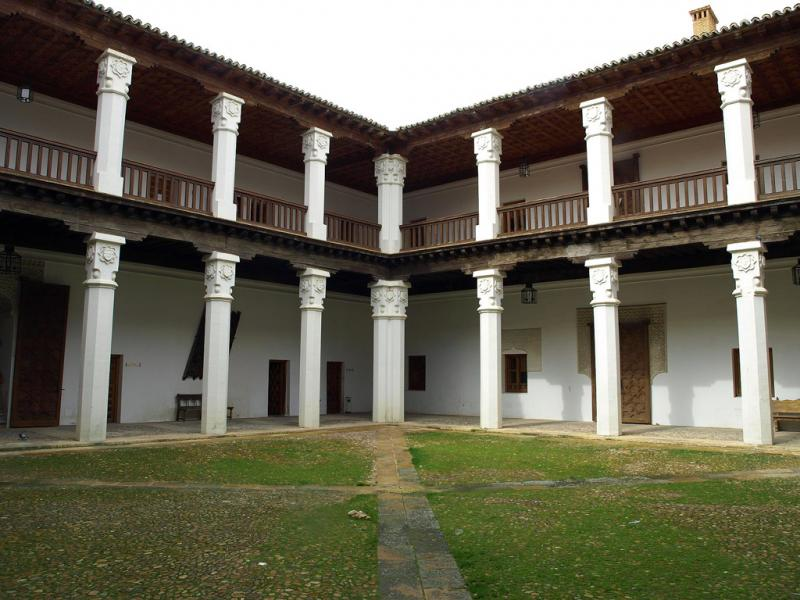
Palacio de los Cárdenas
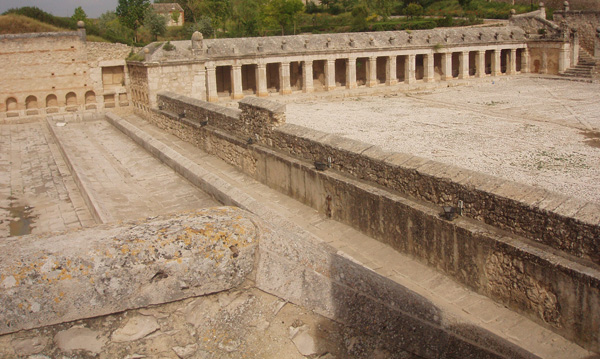
Fuente Grande
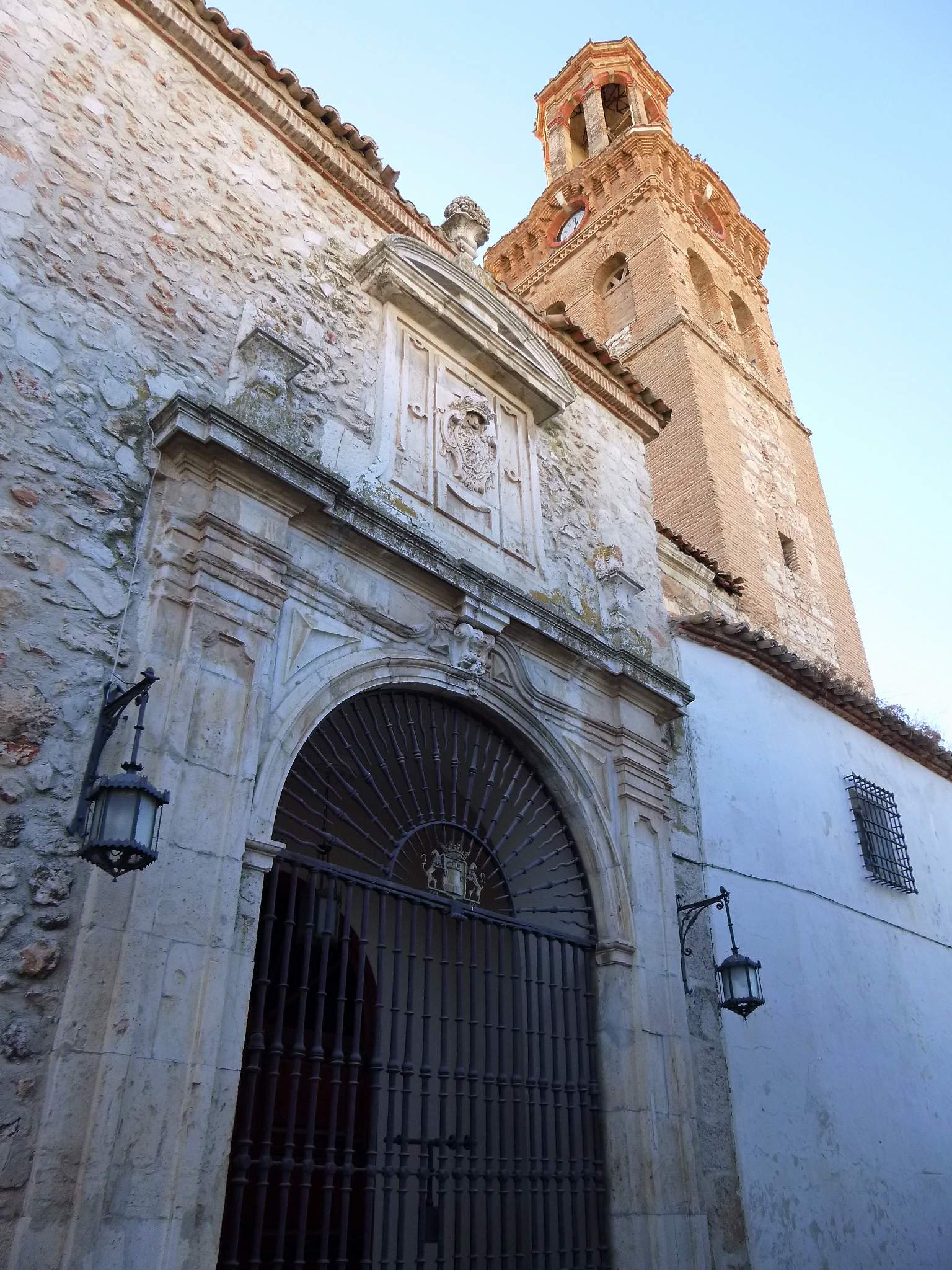
Colegio de la Compañía de Jesús
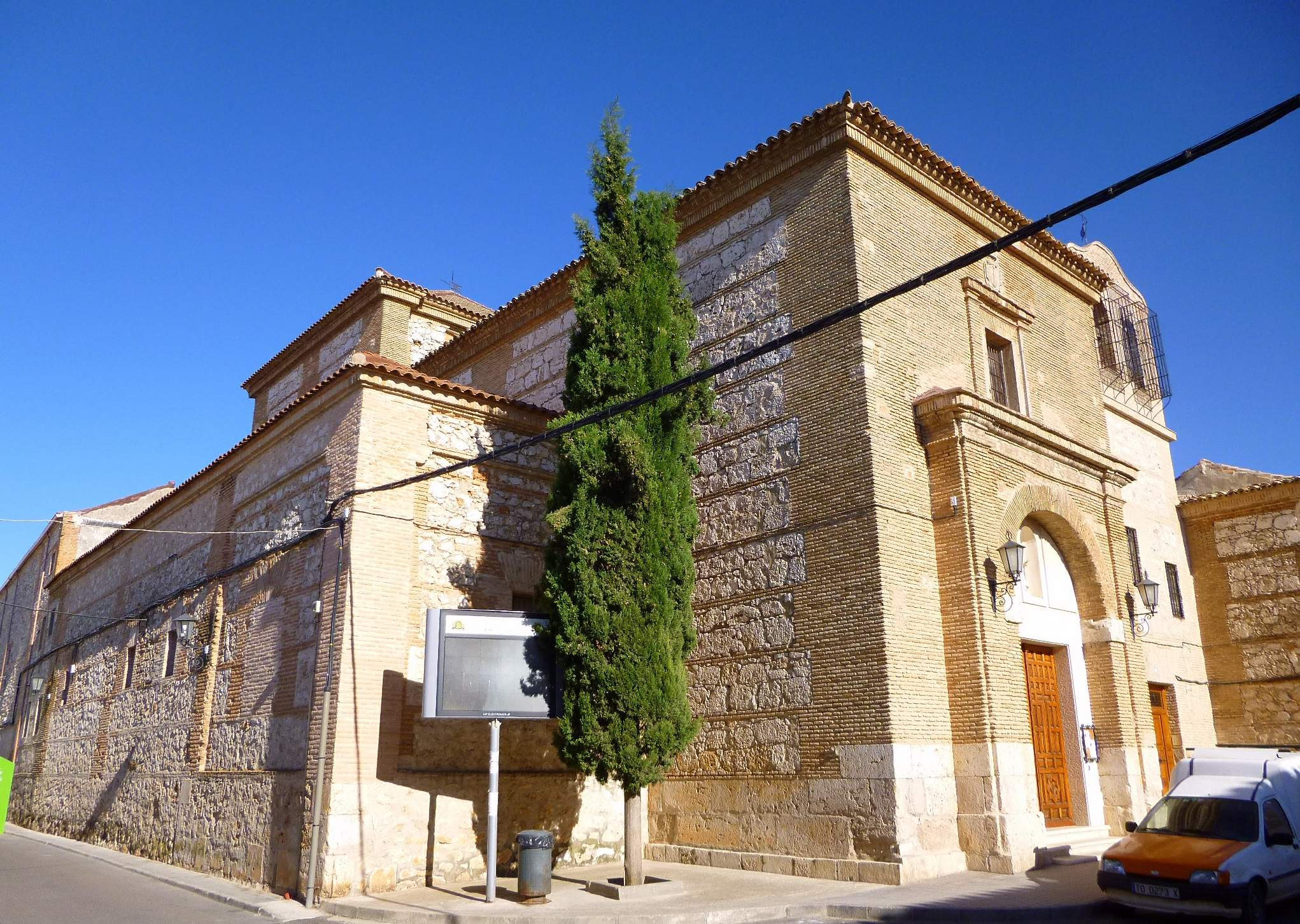
Convento de Santa Catalina
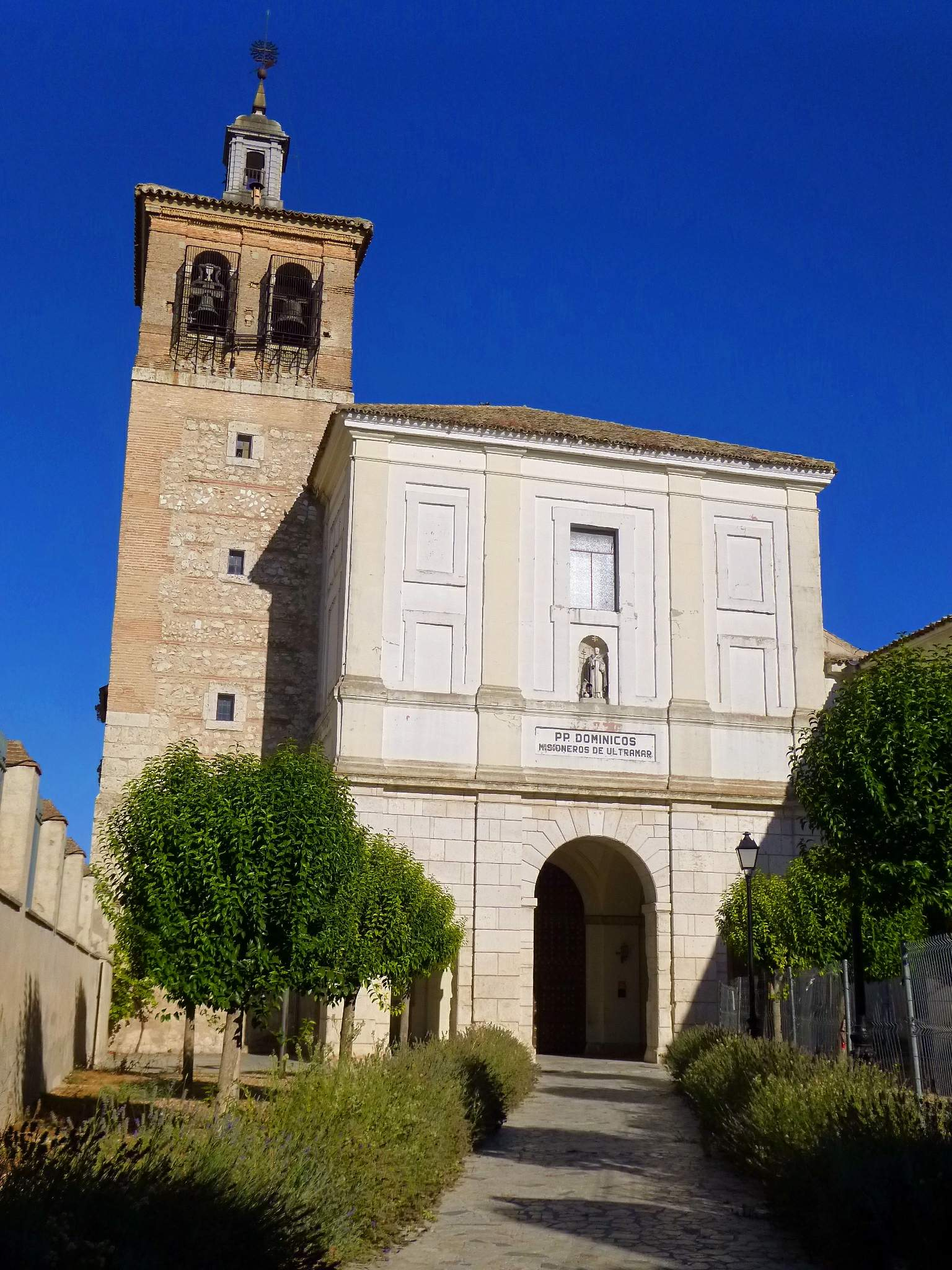
Convento de Santo Domingo de Guzmán

### Fiestas
- Semana Santa de Ocaña, declarada de Interés Turístico Nacional.
- Finales de abril: Mercado Medieval.
- 30 de abril: Los Mayos.
- 15 de mayo: Romería de San Isidro Labrador.
- 11 de junio: Aniversario de la Coronación de Nuestra Señora Virgen de los Remedios.
- Junio: Corpus Christi.
- Del 7 al 11 de septiembre: Fiestas Patronales en honor a Nuestra Señora Virgen de los Remedios.
- Tercer domingo de septiembre: Romería de Nuestro Padre Jesús de las Cuevecitas.
- Primer viernes de diciembre: Voto de la Villa a Nuestro Padre Jesús Nazareno.

## Ocaña en la literatura y el arte
En Ocaña falleció el protagonista de una de las elegías más famosas de la historia de la literatura, el maestre Rodrigo Manrique. Las Coplas a la muerte de su padre lo narran así:
Después de puesta la vida
tantas veces por su ley
al tablero,
después de tan bien servida
la corona de su Rey
verdadero,
después de tanta hazaña
a que no puede bastar
cuenta cierta,
en la su villa de Ocaña
vino la Muerte a llamar
a su puerta.

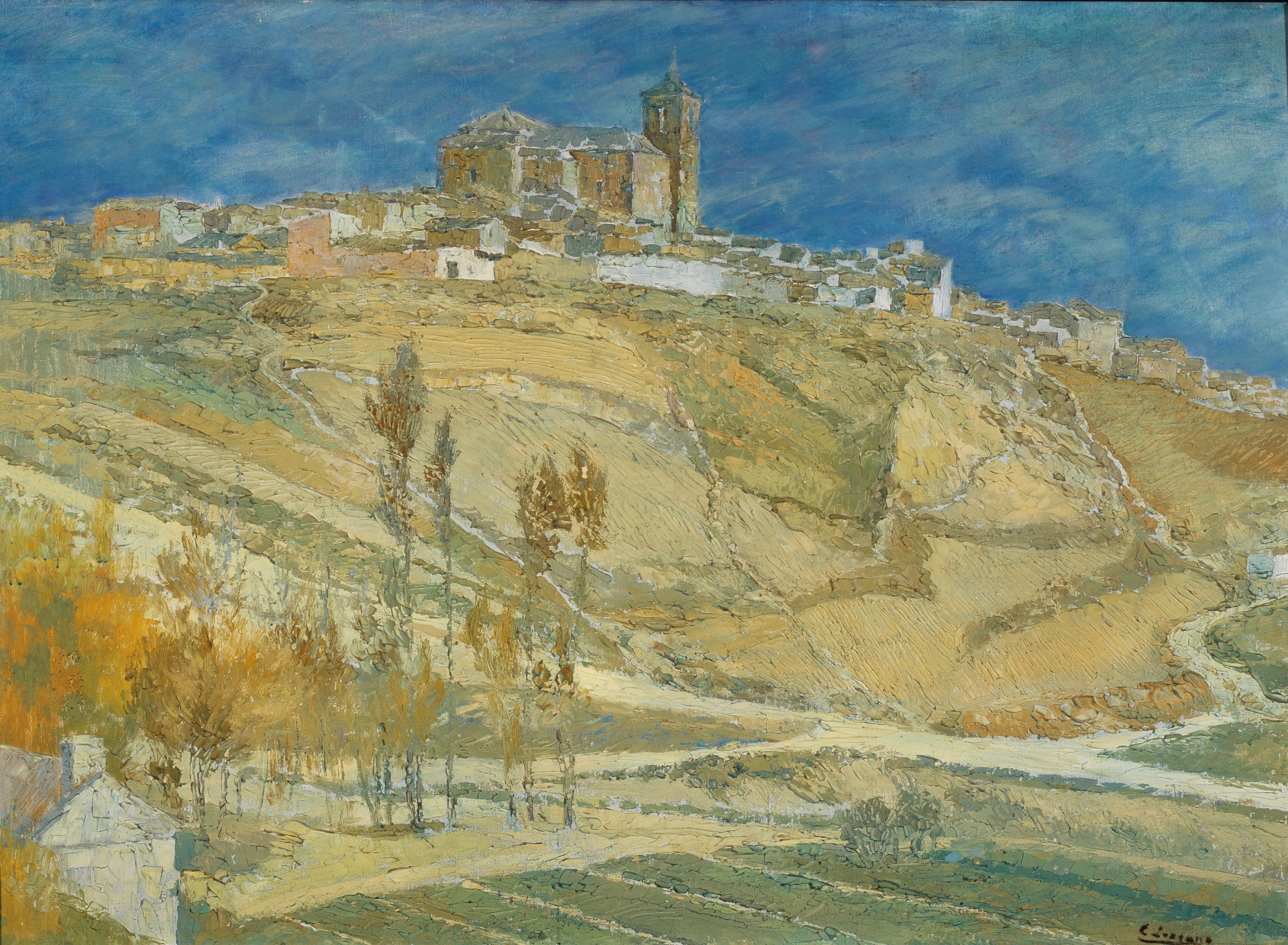
Ocaña por Carlos María de Lezcano Fernández

La villa fue el escenario elegido por Lope de Vega para su Peribáñez y el Comendador de Ocaña y por Calderón de la Barca en su obra Casa con dos puertas mala es de guardar.
Algunos de sus monumentos fueron inspiración poética para Gustavo Adolfo Bécquer. Sobre el rollo de justicia escribió un artículo con el título «La picota de Ocaña», publicado en la revista La Ilustración de Madrid, en el que dice: «La picota, como cuestión de arte, es la horca elevada a monumento, la columna triunfal erigida en honor del verdugo». El artículo va acompañado con un grabado de Valeriano Bécquer.